# Ctenomys fulvus
Ctenomys fulvus és una espècie de mamífer rosegador de la família dels ctenòmids. Viu al nord de Xile i, possiblement, l'Argentina. El seu hàbitat natural són les zones desèrtiques de l'Atacama. Es desconeix si hi ha cap amenaça significativa per a la supervivència d'aquesta espècie.